# Gottlieb Wilhelm Rabener
Pour les articles homonymes, voir Rabener.
Gottlieb Wilhelm Rabener, né le 17 septembre 1714 à Rittergut Wachau (Saxe) et mort le 22 mars 1771, à Dresde, est un écrivain satirique allemand.

## Biographie
Rabener gagna sa vie en remplissant divers emplois dans les finances à Leipzig avant de finir nommé conseiller à Dresde en 1753. Il s’était lié, à l’université de Leipzig, avec Gärtner, Gellert, etc. et collabora aux Récréations de Schwabe, et, plus tard, au Recueil de Brème où parurent la plupart de ses œuvres.
Comme auteur satirique, Rabener a surtout attaqué les manies et les travers passagers de son temps, et a choisi de préférence ses types de la sottise humaine dans la classe moyenne. Les satires de Rabener sont en prose, à l’exception d’une seule. Elles ont été réunies par lui-même, sous le titre Sammlung satirischer Schriften (Recueil d’écrits satiriques ; Leipzig, 1751, t. I-III), dont les Satirische Briefe (Lettres satiriques ; Ibid., 1757) forment le complément et où, prenant souvent Lucien de Samosate pour modèle, il attaque de manière piquante les vices et les ridicules des classes bourgeoises. Rabener est également fort connu pour sa dissertation parodique, Noten ohne Text (Notes sans texte) qui, consistant entièrement en notes en bas que Rabener demande au lecteur de compléter avec le texte principal, tourne en ridicule la vaine et futile érudition en vogue dans l’Allemagne de son temps.
Rabener fut très goûté de ses contemporains, qui n’ont pas craint de le comparer à La Bruyère. Klopstock a célébré sa justice et proposé de placer son image à côté de celle d’Horace. Rabener avait aussi préparé un recueil de Freundschaftliche Briefe (Lettres amicales ; Leipzig, 1772), publiées par Weise. On cite encore de lui quelques écrits littéraires ou moraux, réunis aux précédents, dans l’édition générale de ses Œuvres (Leipzig, 1777, 6 vol. ; Stuttgart, 1840, 4 vol.).
Les Satires ont été traduites en français par Boispréaux (Paris, 1754, 4 vol. in-12) T1 .
Cailleau attribua son Osaureus, ou le Nouvel Abailard, Comédie … Traduite d'un manuscrit allemand (Berne et Paris, Poilly et Cailleau, 1761) – parodie de La Nouvelle Héloïse de Rousseau – à un certain Isaac Rabener, « parent du célèbre Rabener, connu par ses satires » (Discours préliminaire, p. xi).